# Бексиньский, Здзислав
Здзислав Бексиньский (Zdzisław Beksiński; 24 февраля 1929[…], Санок — 21 февраля 2005, Варшава) — польский художник и фотограф.

## Биография и творчество
Бексиньский родился в Саноке на юге Польши. После начала обучения архитектуре в Кракове в 1955 году он вернулся в Санок. Несколько лет после этого Бексиньский работал бригадиром на стройке. Эту работу он ненавидел. В этот период Бексиньский заинтересовался художественной фотографией, фотомонтажом, скульптурой и живописью. Он создавал скульптуры из гипса, металла и проволоки. Фотографии Бексиньского стилистически были похожи на его будущие работы в живописи, представляя собой изображения морщинистых лиц, неровных ландшафтов, объектов с очень бугристой поверхностью, эффект от которых усиливался игрой с источниками света и тенями. Среди его фоторабот также можно встретить различные тяжёлые образы, такие как изуродованная кукла с разодранным лицом, портреты людей без лиц или с полностью забинтованными лицами.
Позднее Бексиньский сконцентрировал свои творческие усилия на живописи. Его первые картины относились к абстрактному искусству, но на протяжении шестидесятых годов он всё более склонялся к сюрреализму. В 1970-х годах Бексиньский вступил в период, который он сам назвал «фантастическим» и который продолжался вплоть до поздних 80-х годов. Это наиболее известный период его творчества, когда он создавал свои самые знаменитые впечатляющие образы, изображающие сюрреалистические, постапокалиптические картины сцен смерти, распада, пейзажи со множеством скелетов, искажённых тел, пустынь. Все они были написаны с его особым вниманием к мельчайшим деталям, особенно когда это касалось отображения грубых, неровных поверхностей. Картины художника нередко весьма велики по размерам и отчасти напоминают некоторые работы австрийского художника Эрнста Фукса (Ernst Fuchs) своей замысловатостью и почти маниакальным вниманием к деталям. Несмотря на мрачное исполнение, Бексиньский считал, что многие его работы недопоняты, так как они достаточно оптимистичны и даже забавны.
Практически все выставки Бексиньского проходили с успехом. Престижная варшавская выставка в 1964 году считается его первым серьёзным успехом, так как все выставлявшиеся картины были проданы. В 1980-х произведения художника получили известность во Франции, и он достиг серьёзной популярности в Западной Европе, Японии и США.
До переезда в Варшаву в 1977 году Бексиньский сжёг выборку своих работ на заднем дворе своего дома, не оставив никакой информации о них. Позднее он объяснял, что некоторые из них были «слишком личными», другие неудовлетворительными, и он не хотел, чтобы люди могли их видеть. 1980-е годы стали переходными в творчестве Бексиньского. Произведения ранних 1990-х годов в основном представляли собой серию сюрреалистических портретов и крестов. Они были не так детальны, как работы «фантастического периода», но не менее убедительны и сильны. Во второй половине 90-х годов художник открыл для себя компьютеры, Интернет, цифровую фотографию, на чём и концентрировался вплоть до своей смерти.
Бексиньский всегда выполнял свои работы в одной из двух манер, которые он называл баро́чной и готической. В первой манере доминировало наполнение, во второй — форма. Картины, созданные в последние пять лет жизни художника, в большинстве своём выполнены в «готической» манере.
Поздние 1990-е стали тяжёлым периодом в жизни художника. Его жена, София, умерла в 1998 году, а год спустя, на рождественский сочельник 1999 года, покончил жизнь самоубийством его сын Томаш (Tomasz Beksiński) (популярный радиоведущий, музыкальный журналист и кинопереводчик). Его тело нашёл сам Здзислав Бексиньский. Бексиньский не смог примириться со смертью сына и хранил конверт «для Томека в случае, если я протяну ноги» прикреплённым к стене.

### Трагическая кончина художника
22 февраля 2005 года художник был найден мёртвым в своей квартире в Варшаве. На теле Бексиньского было обнаружено 17 колотых ран, две из которых были смертельными. Вскоре после этого были арестованы несовершеннолетний сын коменданта его дома и его друг, которые позднее были признаны виновными. Известно, что незадолго до своей смерти Бексиньский отказался дать деньги в долг этому юноше.

## Интересные факты
- Творчество Бексиньского было достаточно мрачным, в то время как сам художник был приятным человеком и, хотя был несколько застенчивым, получал удовольствие от общения.
- Бексиньский никогда не давал названий своим работам.
- Он писал свои работы на собственноручно подготовленных холстах.
- Бексиньский слушал классическую музыку, когда писал свои картины, и ненавидел тишину.
- Его сын был большим поклонником группы The Legendary Pink Dots. После самоубийства сына все обложки польских изданий и переизданий альбомов группы были оформлены цифровыми работами Бексиньского в память о нём.
- Бексиньский — единственный современный польский художник, который выставлялся в Музее искусств в Осаке (Япония).
- Бексиньский практически никогда не посещал выставки или музеи.
- «Последняя семья» (2016) Режиссёр: Ян П. Матушинский — художественный фильм о Бексиньском.

## Галерея
- Портрет жены (фотомонтаж), 1956
- Неназванный фотомонтаж, 2000
- 2004
- Рисунок, созданный при помощи компьютерной графики. 2001
- Неназванный рисунок, 1966
- Неназванный рисунок, 1968
- Неназванная картина, 1984